# Kolonia Lesiów
Kolonia Lesiów – wieś w Polsce położona w województwie mazowieckim, w powiecie radomskim, w gminie Jastrzębia. Ma status sołectwa.
| SIMC    | Nazwa           | Rodzaj     |
| ------- | --------------- | ---------- |
| 1065881 | Bąki Lesiowskie | przysiółek |

W latach 1975–1998 miejscowość należała administracyjnie do województwa radomskiego.
Wierni kościoła rzymskokatolickiego należą do parafii Zwiastowania Najświętszej Marii Panny w Jastrzębi.